# サンポール島

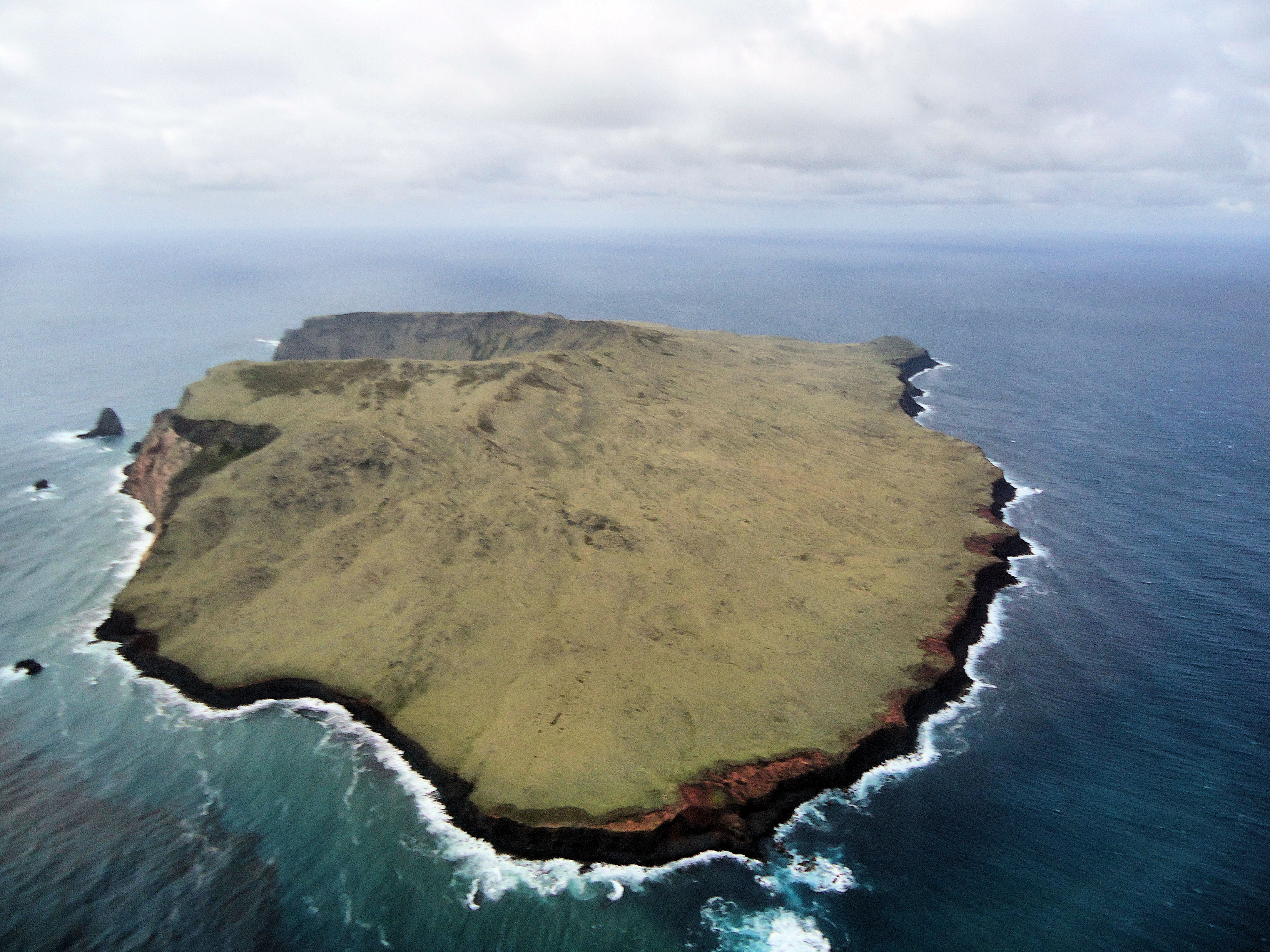
空撮写真

サンポール島（サンポールとう、フランス語：Île Saint-Paul）は、インド洋南部にあるフランス領の島。

## 概要
面積6 km2 。より大きなアムステルダム島のおよそ85km南西、レユニオンの南東3,000kmに位置している。火山島であり、クレーターは1780年に崩落し、海水が流入した。カルデラの高さは270mある。行政区分としてはフランス領南方・南極地域のサンポール・アムステルダム地区（District de Saint-Paul et Amsterdam）に属する。
世界遺産・ラムサール条約登録地「フランス領南方地域国立自然保護区」の一部である。
サンポール島沿岸で漁獲されるミナミイセエビ（Jasus paulensis）が「セントポール産イセエビ」として日本にも輸入されている。

## 歴史
1559年にポルトガルの船乗りが見つけているが、最初に上陸し報告したのは1696年のオランダ人であった。帆船時代、時々船長達はこの島を北へ針路を変える前の目印としていた。19世紀にはアメリカ人がアザラシ漁をしていた。現在、島にある科学調査所は短期間の科学的または生態学的調査に使用されるが、定住者はいない。